# Anomoia apicalis
Anomoia apicalis es una especie de insecto del género Anomoia de la familia Tephritidae del orden Diptera.

## Historia
Ito la describió científicamente por primera vez en el año 1984.